# 쉴트호른
쉴트호른(Schilthorn)은 스위스 베른주 베르너 오버란트 지역에 있는 해발 2,970m의 산이다. 산 정상에서 융프라우 삼산( 아이거, 묀히, 융프라우)을 비롯해 200개가 넘는 봉우리들의 큰 파노라마가 펼쳐진다. 게다가 멀리 독일의 검은 숲(슈바르츠발트)이나 프랑스의 보주산맥까지 바라볼 수 있다.
산 정상에는 회전 레스토랑 ‘피츠글로리아’가 있다. 이 레스토랑은, 액션 영화 007 시리즈의 제6작, 「007 여왕폐하 대작전」의 로케이션 장소가 되었다. 건물 자체가 태양광 발전의 힘으로 천천히 회전하기 때문에 자리에 앉은 채 360°의 경관을 즐길 수 있다. 1967년에 산 정상까지 케이블카가 개통되었다.
산 정상은 매년 1월에 개최되는 세계 최대급의 아마추어 스키 레이스, ‘국제 인페르노 레이스’의 출발지가 되고 있다.
피츠글로리아와 인접한 전망대가 있는 곳에서 북동쪽으로 뻗어 있는 능선에, 2013년 여름부터 피츠글로리아뷰라고 불리는 새로운 전망대가 완성되었다. 회전 레스토랑 ‘피츠 글로리아’와 함께 아이거, 묀히, 융프라우 3개의 산을 함께 촬영할 수 있는 포인트가 되고 있다.

## 교통
인터라켄 동역에서 등산 철도로 라우터브루넨으로 간 뒤 라우터브루넨에서 우편버스로 슈테헬베르크 쉴트호른 케이블 승강장 정류장에서 하차한다. 또한 케이블카에서 김멜발트, 뮈렌, 비르그로 갈아타고 쉴트호른으로 올라갈 수 있다. 라우터브루넨에서 케이블카로 중간역의 글리치알프로 올라가고, 산악철도로 뮈렌에서 알멘드후벨(Allmendhubel)을 경유, 쉴트호른으로 오르는 루트도 있다.
자동차는 라우터브루넨 또는 슈테헬베르크까지 접근 가능하다.

## 피츠 글로리아

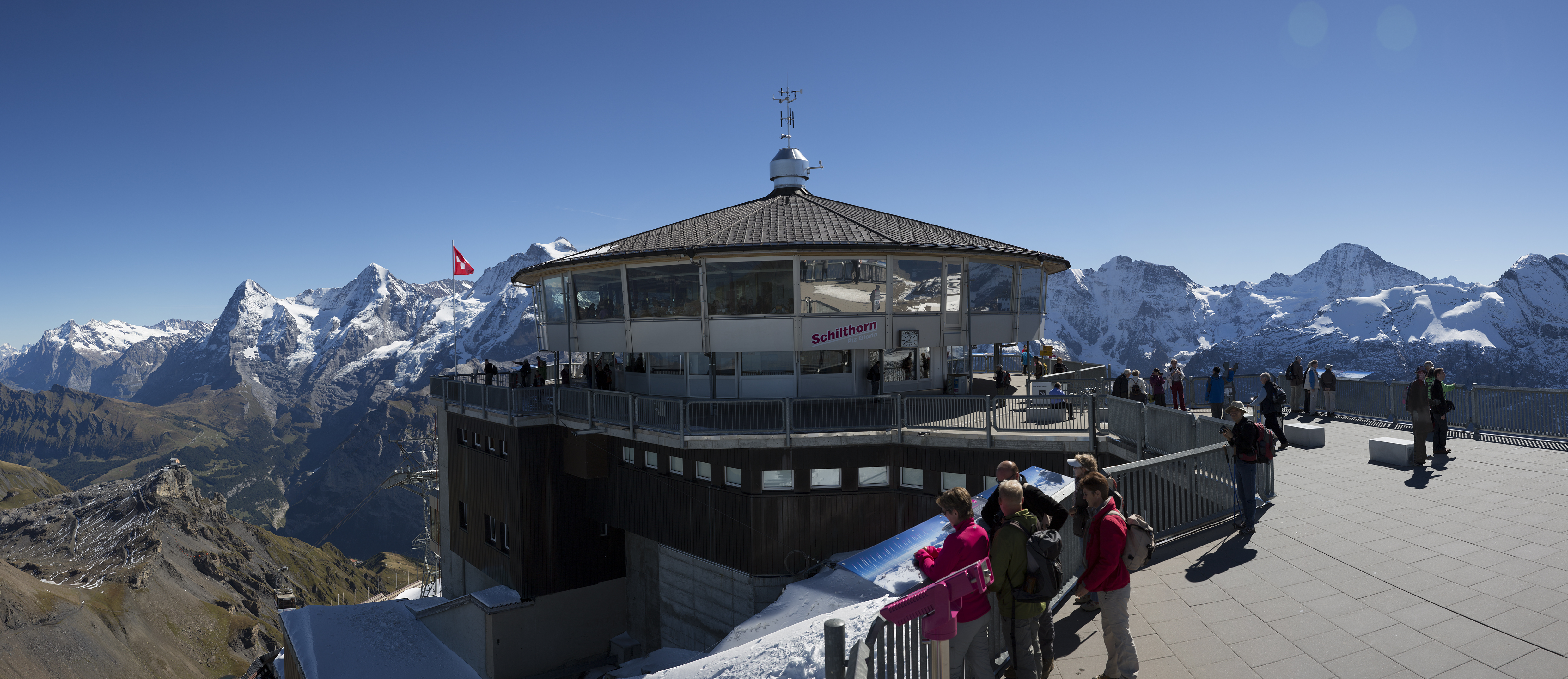
쉴트호른 정상의 피츠글로리아

이 정상의 파노라마 회전 레스토랑인 피츠글로리아(Piz Gloria)는 1969년 제임스 본드 영화 〈007 여왕폐하 대작전〉에 출연했다. 영화에 등장하는 검은색 스키 달리기(피스트)는 정상에서 시작하여 비르그(Birg) 아래의 엥게탈(Engetal)까지 이어진다. 이 레스토랑은 시계의 분침보다 약간 빠른, 완전한 360도를 45분 안에 회전한다.
여러 장소를 고려한 후, 영화 제작자가 조지 레이전비가 출연한 첫 번째이자 유일한 본드 영화이기 때문에 그의 다음 영화에 이 시설을 사용할 권리를 얻기 위해 유명한 회전 플랫폼을 완성하는 것을 재정지원했을 때, 쉴트호른 위에 있는 스포츠바의 정체된 건설을 선택했다.
그 영화의 여러 장면들이 카메라맨 존 조던이 빠른 헬리콥터 아래에 매달려 사진 촬영을 진행함으로써 만들어졌다. 조던은 이전 본드 영화 〈007 두 번 산다〉를 촬영하면서 헬리콥터 로터로 한 발을 잃었다. 1년 안에 보철팔을 갖춘 조던은 〈캐치-22〉에 사용된 유사한 공중 장면을 촬영할 때 발을 헛디뎌 600m 높이에서 떨어져 사망했다.

## 인페르노 경기
겨울철에 쉴트호른은 세계에서 가장 긴 내리막 스키 레이스인 '인페르노'의 전통적인 출발점이 된다. 이 경기는 1928년 94년 전에 시작되었다. 이 경기는 세계에서 가장 큰 아마추어 스키 경주이다.
여름 동안 인페르노 트라이애슬론은 라우터브루넨 계곡에서 뛴 후 정상에서 끝난다.